# 矮菊
矮菊（学名：Myriactis humilis）为菊科黏冠草属下的一个种。种加名 humilis 意为“低矮的”。